# König Stachs wilde Jagd
König Stachs wilde Jagd ist ein sowjetischer Mysterythriller von Waleri Rubintschik aus dem Jahr 1980. Er beruht auf einem Roman des belarussischen Schriftstellers Uladsimir Karatkewitsch.

## Handlung
Um das Jahr 1900: Vor einem Gewitter flüchtet sich der junge Sagenforscher Andrei Belorezki in das herrschaftliche Anwesen der jungen Nadeschda Janowskaja. Er wird von der Haushälterin zum Essen aufgefordert, doch Nadeschda zeigt sich ihm gegenüber verschüchtert und zieht sich bald zurück. Der Verwalter des Hauses Ignati Gazewitsch rät Andrei zu gehen. Am nächsten Morgen versammeln sich zahlreiche Gäste im Haus, da Nadeschda an diesem Tag volljährig wird. Sie erhält von ihrem Vormund Dubotowk ein reichgeschmücktes Kleid, ein Fell und das Gemälde eines Mannes. Wenig später sieht Andrei, wie Nadeschda das Gemälde mit einer Flüssigkeit begießt, die das Bild des Mannes verätzt. Nadeschda bricht ohnmächtig zusammen. Erst jetzt erklären Ignati und die aus der Ohnmacht erwachte Nadeschda Andrei die Merkwürdigkeiten des Ortes und Hauses. Gespenster versetzen die Menschen der Gegend in Unruhe und Furcht: Eine blaue Frau, der Geist einer vor Jahrhunderten hingerichteten Frau, soll allen im Haus erschienen sein, außer Nadeschda. Die Überlieferung sagt, dass sie dem, der sie nicht sieht, erst unmittelbar vor dem Tod erscheinen wird. Nadeschda glaubt, dass sie sterben muss, zumal sie auch den Kleinen Mann gesehen hat, der angeblich immer kurz vor dem Tod einer Person erscheint. Am meisten fürchten sich alle Dorfbewohner jedoch vor König Stachs wilder Jagd, einer berittenen Gespensterhorde, die bereits unzählige Menschenleben gefordert hat, darunter auch das von Nadeschdas Vater.
Unter den Gästen auf Nadeschdas Feier befanden sich auch der aufbrausende Ales Worona, der aggressiv auf Andrei reagierte und fast eine Schlägerei provoziert hätte, und der ehemalige Student Andrei Swetilowitsch, mit dem Andrei Bekanntschaft macht. Andrei lernt zudem die verrückte Witwe Kulscha kennen, die rechtlich Erbin Nadeschdas wäre und deren Mann von Stachs Meute ermordet wurde, sowie ihren Kutscher und Pfleger Rygor. Eines Tages wird der Verwalter Ignati tot aufgefunden. Swetilowitsch hat kurz vor dem Tod merkwürdiges an der alten Kirche bemerkt und berichtet Andrei davon. Als der mit dem alarmierten Rygor zur Kirche kommt, bricht Swetilowitsch dort gerade tot zusammen. Die Gerichtsmedizin kann jedoch einen Selbstmord oder Alkoholtod nicht ausschließen; Andreis Hinweis, es könnte sich um einen von Gespenstern hervorgerufenen Tod handeln – er selbst wurde inzwischen einmal von König Stachs Bande gejagt –, nimmt man argwöhnisch zu Kenntnis. Andrei erfährt, dass er selbst unter Beobachtung der Behörden steht, habe der tote Ignati doch einen Brief von einem anderen bei sich gehabt, in dem der Schreiber Andrei über die wahren Hintergründe des Kleinen Mannes im Haus Nadeschdas aufklären wollte.
Zurück im Anwesen Nadeschdas sieht Andrei die blaue Frau, die sich jedoch als die flüchtende Nadeschda entpuppt, die sich inzwischen vor jedem fürchtet und daher jeden Tag in einem anderen Zimmer übernachtet. Andrei sieht zudem den Kleinen Mann an einem Fenster und folgt ihm, als der das Tagebuch von Ignati zu stehlen versucht. Es zeigt sich, dass Ignati einen kleinwüchsigen Bruder hatte, den er heimlich im Haus versteckte und regelmäßig mit Essen versorgte. Erst als Ignati ausblieb, wagte sich Basil aus seinem Versteck hervor. Aus dem Tagebuch Ignatis geht hervor, dass er Nadeschda in den Wahnsinn treiben wollte, sie sich jedoch als robuster als gedacht erwies. Er hat den Brief abgefangen, der Andrei zugehen sollte und seinen Plan vereitelt hätte.
König Stachs wilde Jagd kündigt sich plötzlich erneut an. Die verrückte Witwe Kulscha, die sich Nadeschdas Geburtstagskleid angezogen hat, geht der Gruppe entgegen und wird erschossen. Nun versammeln sich die Einwohner der umliegenden Gebäude und ziehen geschlossen König Stach und seinen Männern entgegen. Die Reiter halten an und Rygor zieht einem nach dem anderen die Kapuzen vom Kopf. Unter den Kutten befinden sich Strohpuppen mit Tierschädeln. Nur zwei Reiter fliehen. Einer wird erschossen, während der andere, Ales Worona, zu Dubotowks Haus flüchtet. Ales bezichtigt Dubotowk, alles geplant zu haben, so seien die Pferde ohne echten Reiter ihm willenlos gefolgt. Dubotowk wollte sich anscheinend Nadeschdas Besitz sichern. Dobotowk erschießt Ales. Die Bauern zünden Dubotowks Haus an und der flieht in Flammen stehend und kommt in den Sümpfen um.
Andrei wird wegen Anstachelung zur Hetze festgenommen. Die Polizei bringt ihn nach Sankt Petersburg und Nadeschda kommt mit ihm. Es ist der 1. Januar 1901, der erste Tag des neuen Jahrhunderts.

## Produktion

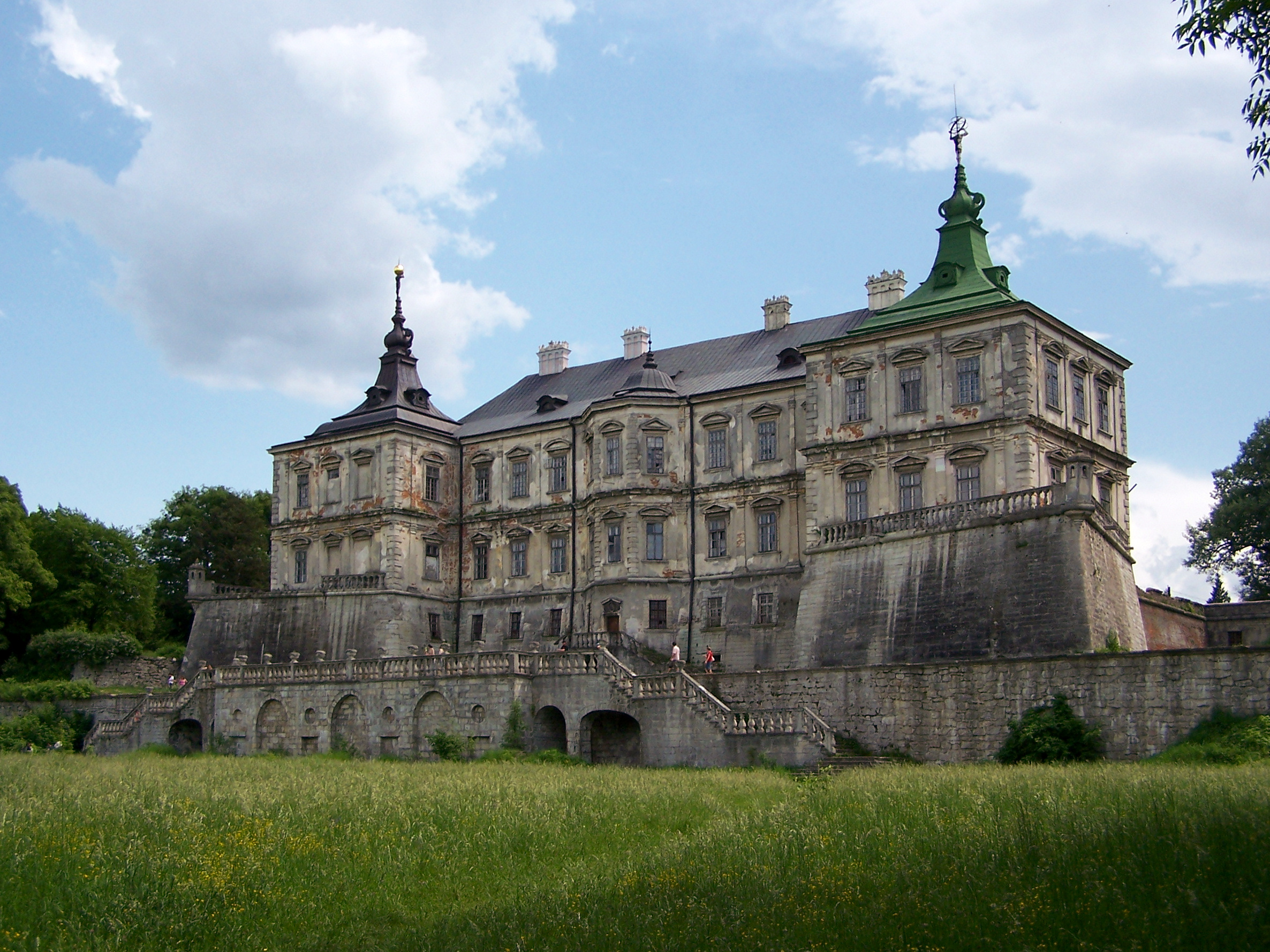
Schloss Pidhirtsi, im Film Nadeschdas Anwesen

König Stachs wilde Jagd wurde zu weiten Teilen auf Schloss Pidhirtsi im ukrainischen Oblast Lwiw gedreht. Der Film erlebte im April 1980 seine Premiere. Am 6. November 1981 kam er in die Kinos der DDR und wurde am 3. Juni 1983 erstmals auf DFF 1 im Fernsehen der DDR gezeigt. Im Rahmen der Russian Cinema Council Collection erschien der Film 2005 mit deutschen Untertiteln auf DVD.

## Kritik
Für den film-dienst war König Stachs wilde Jagd eine „spannungslose und entttäuschende [sic] Aufarbeitung einer belorussischen Legende um den König Stach […]. Ein einfallslos und amateurhaft inszenierter Film, der am Ende auch noch als Revolutionsepos begriffen werden will.“

## Auszeichnungen
Auf dem Montréal World Film Festival erhielt Waleri Rubintschik 1980 den Preis der Jury. Auf dem Internationalen Festival der Kriminal- und Mysteryfilme in Cattolica, Italien, gewann König Stachs wilde Jagd 1980 den Preis als bester Film. Auf dem Brussels International Fantastic Film Festival wurde der Film 1983 mit einem Goldenen Raben ausgezeichnet.